# Michael Lipsky
Michael Lipsky is een Amerikaanse hoogleraar in de politieke wetenschappen aan de Universiteit van Georgetown. Hij doceerde ook aan de Harvard-universiteit en de Universiteit van Washington. Hij werd in 1940 te New York geboren, studeerde politieke wetenschappen aan de Universiteit van Princeton en promoveerde in 1967 aan die universiteit op een onderzoek naar huurstakingen.
Een centrale vraag in het werk van Lipsky is steeds de vraag naar datgene wat arme en relatief machteloze groeperingen in de (Amerikaanse) samenleving kunnen verwachten van de overheid. Hij gaat daarbij uit van een tweezijdige relatie tussen overheid en burger:
- De participatie van burgers in de besluitvorming is de input;
- De levering van goederen, diensten en sancties door de overheid aan burgers is de output.

Lipsky probeert in zijn werk te achterhalen hoe deze twee relaties tussen de overheid en burgers in de sociaal-economische onderklasse zijn gestructureerd. Hij richt zich daarbij met name op onopvallende en verborgen aspecten van beleidsontwikkeling en –uitvoering.
De interesse van Lipsky voor de sociale onderklasse in de samenleving hangt samen met de keerzijde van de American Dream die in de jaren zestig en zeventig zichtbaar werd. Er waren groepen die er niet in slaagden deel te nemen aan de welvaart en economische mogelijkheden van de Verenigde Staten van Amerika. Lipsky constateerde dat, en vroeg zich af hoe dat kwam.
Doordat hij zich in zijn onderzoeken richtte op de positie van armere groepen in de samenleving, wordt zijn werk ook wel opgevat als sociologisch onderzoek. Helemaal correct is dat niet, omdat hij zich niet zo zeer met groepsprocessen als wel met beleidsprocessen bezighoudt.

## De benaderingswijze van Lipsky
Bij de onderwerpen die door Lipsky worden behandeld komt steeds dezelfde benaderingswijze terug, die dan ook kenmerkend is voor zijn werk. Opvallend is het ontbreken van uitgebreide theoretische schema's en modellen. Zijn analysen zijn gebaseerd op de praktijk, waarbij hij zich verzet tegen generaliserende wetenschappelijke modellen. Lispky vertrekt dus niet vanuit abstracte theoretische modellen, maar vanuit de praktijk. Wanneer men wil weten waaruit beleid bestaat of waarom beleid bepaalde uitkomsten heeft, dan moet men volgens Lipsky kijken naar wat mensen op verschillende niveaus doen. De vraagstellingen van Lipsky hebben dan ook vaak betrekking op de constatering dat bepaalde onderdelen van beleid of politiek anders functioneren dan men zou verwachten.
Lipsky heeft zijn werkwijze overigens nooit theoretisch uitgewerkt, noch is hij er de discussie met andere wetenschappers over aangegaan.

## Huurstakingen
Het promotie-onderzoek van Lipsky was gericht op een huurstaking die tussen 1963 en 1965 plaatsvond in de armere wijken van New York. Lipsky onderzocht in hoeverre de politiek oor had voor de vragen van de stakende burgers. Hij constateerde dat deze relatief arme burgers over weinig conventionele middelen beschikten in het politieke onderhandelingsproces en daarom gingen ze over tot protestacties om via die weg invloed uit te oefenen op de overheid.
Lipsky constateerde ook dat de resultaten van deze strategie niet duurzaam zijn. De oorzaak daarvan ligt in het feit dat de leiders van protestbewegingen te maken hebben met tegenstrijdige eisen die worden gesteld door hun achterban, de media, de overheid enz. Bovendien ontbreekt het ze vaak aan eigen middelen zoals geld en deskundigheid. Daardoor worden ze uiteindelijk vaak afgescheept met symbolische beloningen, en niet met werkelijke overwinningen.

## Street-level bureaucracy
In 1980 verscheen het bekendste werk van Michael Lipsky: Street-level bureaucracy: dilemmas of the individual in public services. Lipsky wilde met dit werk bijdragen aan de theorievorming over het verschijnsel dat overheidsinstanties vaak heel anders functioneren dan men zou verwachten op grond van de regels en doelstellingen van die instanties.
In dit werk levert Lipsky radicale kritiek op de meeste onderzoeken naar beleidsuitvoering die tot dan toe hadden paatsgevonden. Hij betoogde dat onderzoek naar beleidsuitvoering zich niet op de top van de hiërarchie moest richten, maar juist op de uitvoerders aan de basis (de street-level bureaucrats, in de terminologie van Lipsky, hij bedoelt daarmee uitvoerders van overheidsbeleid die veel directe contacten hebben met burgers zoals politieagenten en bijstandsmaatschappelijk werkers). Deze uitvoerders worden in hun werk geconfronteerd met tegenstrijdige eisen: ze moeten de (soms overvloedige of tegenstrijdige) regels van hun organisatie uitvoeren, én voldoen aan de maatschappelijke wens om dat zo goedkoop mogelijk te doen, én op een empathische manier omgaan met burgers die van hun diensten gebruikmaken.
Street-level bureaucrats zien zich derhalve genoodzaakt om eigen aanpassingsstrategieën te ontwikkelen, om hun werk "werkbaar" te houden. Doordat zij bij de uitvoering van hun werk veel beslissingsvrijheid hebben, kunnen zij een eigen uitvoeringsbeleid ontwikkelen. Dit verklaart volgens Lipsky de discrepantie die vaak optreedt tussen het aan de top geformuleerde beleid en de feitelijke uitvoeringspraktijk aan de basis. Lipsky ziet het ook als oorzaak van een structureel onvermogen van overheidsinstanties om te voldoen in de behoeften van arme en relatief machteloze bevolkingsgroepen.
De belangrijkste kritiek op het werk van Lipsky is dat hij alle beroepsgroepen die hij onder street-level bureaucrats vat, over één kam scheert. Zo ontstaat een stereotiepe beeld dat niet altijd zou voldoen aan de meer genuanceerde werkelijkheid. Ook zou Lipsky de mogelijkheden om verbeteringen aan te brengen in de praktijk van de beleidsuitvoering onderschatten.